# Sand in My Shoes
Sand in My Shoes è il quarto ed ultimo singolo estratto dall'album del 2003 Life for Rent della cantante Dido. Il video è stato girato dal regista Alex DeRakoff.

## Tracce
CD-Maxi
1. Sand In My Shoes - 4:59
2. Sand In My Shoes (Dab Hands Balearic Injection Mix) - 6:18
3. Sand In My Shoes (Beginerz Vocal Mix) - 8:07
4. Sand In My Shoes (Rollo & Mark Bates Remix) - 8:07

CD-Single
1. Sand In My Shoes (Album Version) - 4:59
2. Sand In My Shoes (Beginerz Vocal Mix) - 8:07

## Classifiche internazionali
| Classifica (2004) | Posizione Più alta |
| ----------------- | ------------------ |
| Australia         | 37                 |
| Austria           | 57                 |
| Belgio (Fiandre)  | 65                 |
| Germania          | 54                 |
| Grecia            | 24                 |
| Irlanda           | 27                 |
| Paesi Bassi       | 37                 |
| Regno Unito       | 29                 |
| Romania           | 28                 |
| Russia            | 4                  |
| Svizzera          | 95                 |